# Lobsang Sangay
Lobsang Sangay (tibétain : བློ་བཟང་སེང་གེ, Wylie : blo-bzang seng-ge « lion au bon cœur »), né le 5 septembre 1968 à Darjeeling en Inde, est président du gouvernement tibétain en exil, officiellement connu sous le nom de l'Administration centrale tibétaine, de 2011 à 2021. Expert en droit international et en démocratie formé à l'université Harvard aux États-Unis, Sangay détient la citoyenneté américaine.
Après les élections, à la demande du 14e dalaï-lama, le parlement tibétain en exil a modifié les statuts de l'organisation afin de supprimer le rôle du dalaï-lama en tant que chef politique, faisant de Lobsang Sangay son plus haut dirigeant. En 2012, pour refléter ce changement, le titre de Lobsang Sangay a été changé de kalön tripa (« premier ministre ») en sikyong (« souverain » ou « régent »).

## Biographie

### Famille
Lobsang Sangay est né en 1968, à Darjeeling, une région productrice de thé du nord-est de l’Inde. Ses parents étaient des réfugiés tibétains. Son père est un moine du monastère de Litang, détruit par les militaires chinois dans les années 1950, et qui a fui le Tibet en 1959, la même année que sa mère, âgée de 17 ans, Kelsang Choden, originaire de Chamdo, dans le Kham (aujourd'hui dans la région autonome du Tibet). Ses parents, qui s'étaient rencontrés dans un camp de réfugiés en Inde, s'installèrent à Lamahatta, un petit village près de Darjeeling. Ils tenaient un petit commerce, élevaient des poules et des vaches, dont l’une fut vendue pour les études scolaires de leur fils. Il n'a jamais vécu ni ne s'est rendu au Tibet,.

### Éducation et carrière universitaire
Lobsang Sangay effectua sa scolarité à l'École centrale pour les Tibétains de Darjeeling.
Il alla ensuite à l'université de Delhi, où il obtint un diplôme de lettres (Bachelor of Arts) et un diplôme de droit (Bachelor of Laws).
En 1995, il gagna les États-Unis après avoir obtenu une bourse Fulbright pour étudier à l'université Harvard.
En 1996 et en 2004, il obtint à l'université Harvard son Master of Laws, et son doctorat en droit.
La même année, il reçut le prix d'excellence Yong K. Kim' 95 pour sa thèse, Democracy in Distress: Is Exile Polity a Remedy? A Case Study of Tibet's Government-in-exile.
Il a été chargé de recherche du East Asian Legal Studies Program à la Faculté de droit de Harvard.

### Citoyenneté
Lobsang Sangay est de nationalité américaine et voyage avec un passeport des États-Unis.

### Activités militantes
Lobsang Sangay a été élu en 1992 membre du comité exécutif du congrès de la jeunesse tibétaine.
En 2003, il organisa cinq rencontres entre des spécialistes chinois et tibétains, dont une rencontre entre le 14e dalaï-lama et 35 spécialistes chinois à l'université Harvard.

### Activités politiques

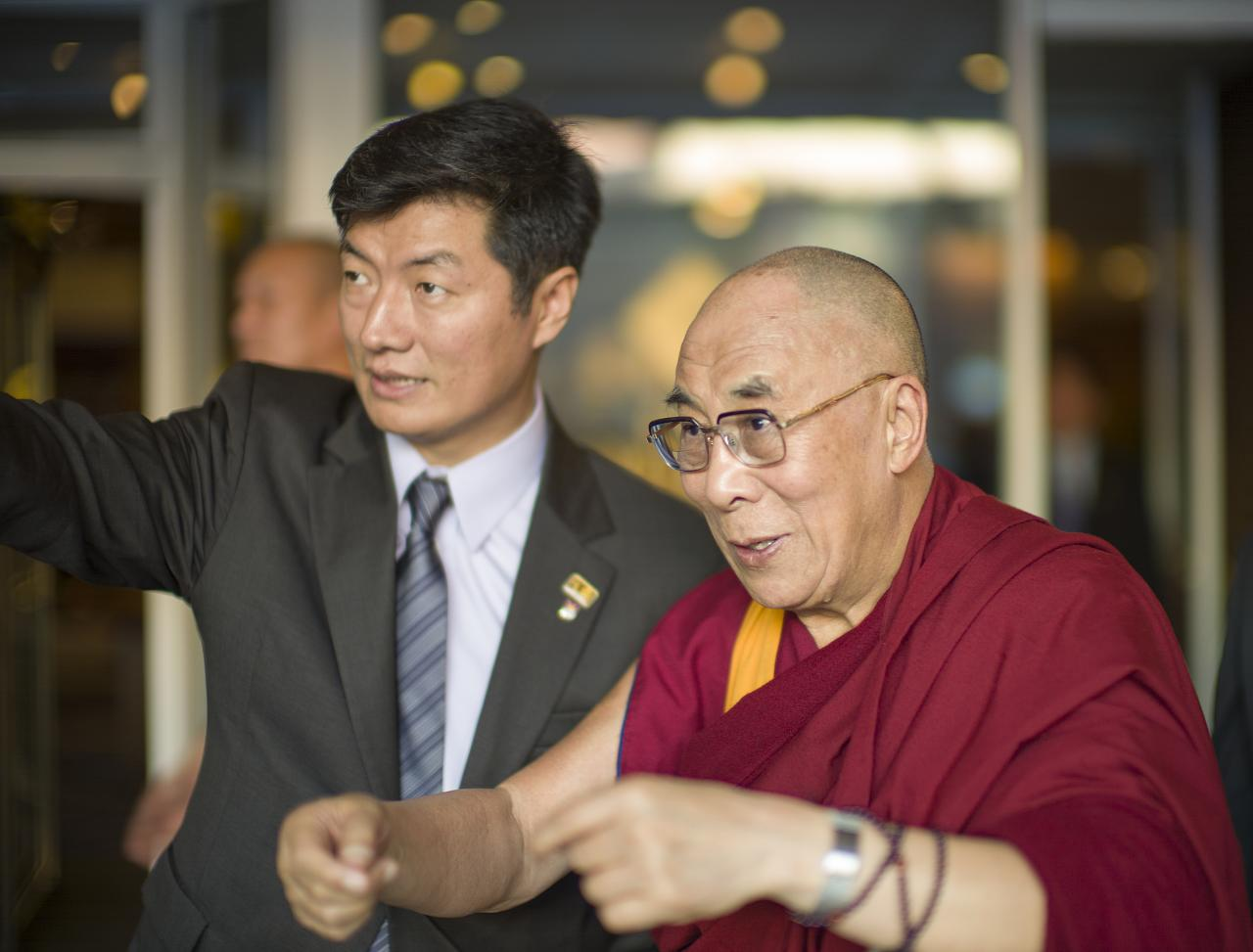
Lobsang Sangay, avec le dalaï-lama à Boston en 2012.

Lobsang Sangay se présente à l'élection du premier ministre tibétain qui se tient le 20 mars 2011. Sur les 16 candidats en lice lors des primaires, il est l'un des six en tête et donc sélectionné.

#### Premier mandat (2011-2016)
Le 27 avril 2011, il est proclamé par la commission électorale premier ministre de l'Administration centrale tibétaine, ayant remporté l'élection du 20 mars avec 55 % des voix exprimées (27 051 voix) par les votants (49 184) enregistrés parmi la communauté tibétaine en exil dans 30 pays du monde (83 990 électeurs inscrits). Les deux autres candidats sont Tenzin Namgyal Tethong, diplômé de l'université Stanford, représentant du dalaï-lama à New York entre 1973 et 1986 et son représentant spécial à Washington entre 1987 et 1990 ainsi que Premier ministre du gouvernement tibétain de 1993 à 1996, et Tashi Wangdi, qui a été représentant tibétain à Bruxelles, New Delhi et New York. Tenzin Namgyal Tethong obtient 37,4 % des voix, tandis que Tashi Wangdi, qui avait été ministre du gouvernement tibétain en exil une dizaine de fois dans les dernières années, n'obtient que 6,4 %. Lobsang Sangay succède à Samdhong Rinpoché.
C’est à 9 heures 9 minutes et 9 secondes, le 8 août 2011 que Lobsang Sangay prête serment comme nouveau Premier ministre du gouvernement tibétain en exil et successeur politique du dalaï-lama, en souhaitant libérer son peuple de ce qu'il appelle le « colonialisme » chinois. Le chiffre 9 est associé à la longévité. Le chiffre 8, relatif au jour et au mois lunaire tibétain, est de bon augure,,.
Renonçant à son travail à Harvard où il vivait confortablement depuis une quinzaine d'années, il vient s'installer avec sa famille à Dharamsala, où il perçoit un salaire de 367 dollars par mois. L'éducation des Tibétains pour s'opposer à l'éradication de la culture tibétaine est l'une de ses priorités avec sa volonté de dialogue avec les Chinois. Il prône « la voie du milieu » du dalaï-lama « consistant en ce que les Tibétains soient gouvernés par une administration qui jouisse d'une authentique autonomie régionale nationale avec toutes les garanties afférentes, c'est-à-dire l'autoadministration et la pleine capacité de décision, sauf en ce qui concerne les questions touchant aux relations avec l'étranger et à la défense nationale ».
En 2011, quatre mois après son investiture, il visite sept pays d'Europe, la Suisse, l'Allemagne, la Norvège et le Danemark, la France, la Belgique et la Grande-Bretagne.
En 2012, le titre officiel en tibétain de kalon -tripa (« premier ministre ») est changé en sikyong (« dirigeant politique »).
En 2013, il participe au Oslo Freedom Forum (en). Il aborde les difficultés d'une lutte asymétrique entre un gouvernement en exil aux ressources limitées contre la superpuissance économique et politique de la Chine. Cependant, en suivant les méthodes et les idéaux démocratiques, la diaspora tibétaine a pu bâtir un gouvernement offrant de nombreux services sociaux, et Sangay a confiance en la victoire ultime de la démocratie sur la domination du Parti communiste chinois.
En mars 2015, il est en visite à Paris où il donne un discours lors de la commémoration européenne du soulèvement tibétain de 1959.

#### Deuxième mandat (2016-2021)
Candidat à un second mandat, il est réélu le 20 mars 2016 avec 33 876 voix, soit 57,08 % des 59 353 suffrages exprimés, contre 24 864 voix, soit 41,89 %, pour Penpa Tsering, le président du parlement tibétain en exil (électeurs inscrits : 90 377),. Il était opposé à deux autres candidats, Panpa Tsering, qui atteindra le deuxième tour, et Lukar Jam Atsok, éliminé dès le premier tour. Ce dernier, un ancien détenu des prisons chinoises, considère que la « voie du milieu » a échoué et appelle à l'indépendance du Tibet, remettant ainsi en cause le point de vue du dalaï-lama. 
En août 2017, Lobsang Sangay en visite en Australie appelle le gouvernement australien à soutenir la politique de la voie médiane demandant une autonomie tibétaine authentique selon les lois chinoises, sans chercher la séparation de la Chine. Reçu par le sous-comité des droits de l'homme du Parlement d'Australie, il dénonce la répression religieuse et les violations des droits de l'homme au Tibet, évoquant la destruction de l'Institut bouddhiste de Larung Gar.
En mai 2019, Lobsang Sangay se rend en Lituanie et s'exprime lors d'une conférence de presse au parlement lituanien à Vilnius.

## Prix
- 2004 Yong K. Kim' 95 Prize of excellence pour sa thèse
- 2015 Presidential Medal de la Salisbury University (en) pour promouvoir la paix et le dialogue [23]

## Publications
- (en) Human rights and Buddhism : cultural relativism, individualism & universalism, Thèse (LL. M.), Harvard Law School, 1996, (OCLC 43348085)
- (en) Democracy in distress : is exile polity a remedy? : a case study of Tibet's government in exile, Thèse (S.J.D.), Harvard Law School, 2004, (OCLC 62578261)
- (en) Tibet: Exiles' Journey, Journal of Democracy (en) - Volume 14, Number 3, juillet 2003, p. 119-130
- (en) Billy Jackson, We Sing a Song of Sadness Tibetan Political Prisoners Speak Out, (With poems and recollections by the late Ngodup Paljor), sous la direction de Sarah Jackson, Lobsang Sangay, Tyler DeWaal, Publish America, 2004,  (ISBN 1-4137-1677-6)
- (en) Lobsang Sangay, China in Tibet: Forty Years of Liberation or Occupation?, Harvard Asia Quarterly, Volume III, No. 3, 1999 (voir en ligne)

- (en) A constitutional analysis of the secularization of the Tibetan diaspora : the role of the Dalai Lama, in Theology and the soul of the liberal state, ed. Leonard V Kaplan; Charles Lloyd Cohen, Lanham : Lexington Books, 2010,  (ISBN 9780739126172)